# История Омска
Город Омск имеет трёхсотлетнюю историю, однако люди селились здесь ещё в древности.

## Древняя история
В каменном веке биологическая и климатическая обстановка на омской земле была сходной с современной, однако реки Иртыш, Омь, Замарайка и Камышловка были богаты рыбой, а в прибрежных районах водилось множество копытных и птиц. Затем здесь поселились люди, за тысячелетия образовав комплекс археологических памятников Омской стоянки в районе нынешнего профилактория «Восход» рядом с природным парком «Птичья гавань».
Первые поселенцы пришли сюда в VI тысячелетии до н. э. и разместились в районе устья реки Замарайки, левого притока Иртыша. Они принадлежали к европеоидно-монголоидной расе и были высокого роста: мужчины — около 200 см, женщины — около 170 см. Поселенцы возвели полуземлянки, в которых жили, и могильник. Их мёртвые были захоронены на спине, вытянуто, головой к Иртышу и со скромным инвентарём для загробной жизни: каменными ножами и скребками; у одного мужчины было ожерелье из двух клыков росомахи. Пищу готовили на кострах, а из разных пород камня (как собранных здесь, так и привезённых с юга по Иртышу) изготавливали наконечники для стрел разных типов: на птицу, на пушного зверя или на крупных копытных вроде лосей, которых добывали ловушками-самострелами. Рыболовство было круглогодичным и с использованием разных приёмов, в том числе доживших до современности. Помимо этого, поселенцы собирали дикорастущие травы и ягоды.
В эпоху неолита здесь появилось новое население — активные охотники и рыболовы. Они обрабатывали каменные наконечники своих стрел техникой отжимной ретуши, из-за чего те казались отполированными. Также у них появилась и глиняная посуда, позволяющая приготавливать горячую пищу и тем значительно изменившая образ жизни. Горшки были украшены узорами из ямок и горизонтальных линий, отражая пока не расшифрованные верования поселенцев.
В бронзовом веке (II тысячелетие до н. э.) здесь жили представители развитой андроновской культуры — скотоводы, земледельцы, воины и торговцы, оставившие после себя множество бронзовых предметов. Поскольку в районе Омска нет сырья для изготовления бронзы, омские андроновцы покупали её в Южной Сибири и Казахстане, устанавливая торговые отношения с территориями, удалёнными на тысячи километров. Андроновцы занимали это место в течение нескольких веков.
В эпоху поздней бронзы (X—VIII веках до н. э.) на территории Омской стоянки поселились представители ирменской культуры. Эти люди разводили крупный и мелкий рогатый скот, лошадей, сеяли рожь и овёс. Также они обладали более развитой, чем у андроновцев, металлургией бронзы и оставили обширные коллекции художественной бронзы, теперь хранящейся во многих сибирских и европейских музеях. Кроме того, ирменцы основали городище Большой Лог в 12 км выше устья Оми в черте будущего Омска — большой посёлок, напоминающий город. Здесь также обнаружены самые ранние бронзовые удила — свидетельство того, как ирменцы освоили верховую езду на лошади. Это один из поворотных моментов в истории человечества, так как именно благодаря этому в раннем железном веке возникли первые кочевые империи, чьи потомки очень серьёзно повлияли на евразийскую историю.
Следующим народом, жившим на территории Омской стоянки, были кулайцы, пришедшие сюда в железном веке с северо-запада, из Томско-Нарымского Приобья. Городище Большой Лог сейчас находится на территории Омска недалеко от микрорайона Первокирпичный. Они создали здесь очаг высокой скотоводческо-рыболоведческо-охотничьей культуры, имели развитый эстетический вкус, который воплощался в глиняных горшках, украшенных очень разнообразным и гармоничным орнаментом, а также в многочисленных бронзовых изображениях животных и птиц, демонстрирующих сложное мировоззрение кулайцев. Этот народ проживал на омской земле несколько веков, однако в III—IV веках н. э. был вытеснен воинственными хуннами, пришедшими сюда из Забайкалья.

## Омская крепость

### Предпосылки основания
Необходимость русского острога в устье Оми возникла по внешнеполитическим причинам, связанным со степными кочевыми народами. В частности, с ойратами, чьи племена в первые десятилетия XVII века стали появляться в пределах Русского государства как под натиском своих внешних врагов (казахов и ногаев), так и в результате внутренних междоусобиц. Ойраты нападали на население пограничных волостей Тарского уезда и земли Барабы, на которых проживали платившие России ясак татары, и грабили торговые караваны, разоряли рыбо- и звероловные угодья, а также угоняли людей в плен. Ввиду этого тарский воевода князь С. Н. Гагарин организовал военный поход и начал официальные дипломатические отношения с ойратскими кочевниками. В результате последним от имени русского царя разрешалось кочевать вверх по Иртышу. В свою очередь ойратские правители просили основать город на Оми для обеспечения защиты кочевья от восточно-монгольской династии Алтын-ханов и обещали платить ясак и оборонять город вместе с русскими.
Однако вскоре обстановка изменилась. В 1620—1630-х годах ввиду централизации власти зависимость ойратов от России ослабла; они вошли в Джунгарское ханство, усилили своё могущество и вновь стали угрожать тарским волостям. Теперь уже русские воеводы подняли вопрос о строительстве города на Оми. Это было связано в том числе с защитой меновой торговли с восточными купцами и соледобычи, которые велись на степных озёрах Ямышевском, Коряковском и других. Длинный путь от Тары до Ямышевских озёр был неудобен без какого-либо промежуточного пункта как в случае плаваний за солью, так и погони за калмыками и казахами во время их разорительных набегов.
В 1627 году тарские воеводы князь Ю. И. Шаховский и М. Ф. Кайсаров настойчиво просили руководство страны основать Омский острог. Тарский казачий голова Назарий Жадовский обследовал место будущего острога и нашёл, что оно пригодно для запланированного. Наконец новый тарский воевода Кайсаров в 1628 году вновь просил царя позволить строительство острога в устье Оми, без которого подниматься по Иртышу было невозможно. Наконец 31 августа 1628 года Михаил Фёдорович дал соответствующий указ. Однако внешнеполитические и внутриполитические проблемы России не позволили быстро его исполнить. Восстание Степана Разина, русско-турецкая война 1672—1681 годов, крымские походы и другие события мешали устройству и обороне южно-сибирских границ, обстановка на которых постоянно менялась в зависимости от того, как развивались действия в борьбе джунгар с восточномонгольской династией и казахскими ханами. Когда обстановка в степи становилась относительно спокойной, строительство острога вновь откладывалось на неопределённое время. Впрочем, нужда ойратов в торговых связях с Россией и развитие с ней торговли ещё яснее показало необходимость промежуточного пункта в пути между Ямышевом и Тарой.
Ситуация изменилась лишь в начале XVIII века, когда активизировалась русская колонизация Сибири. Поскольку Пётр I уделял большое внимание географическим исследованиям на юге, экспедиции того времени сочетали социально-политические задачи и задачи научного исследования. Одной из таких стала экспедиция Ивана Бухгольца, в результате которой Омский острог наконец был построен.

### Заложение крепости
Целями экспедиции Бухгольца были розыск рудных и золотых месторождений, открытие и изучение торговых путей в Индию и Китай, а также строительство городов на реке Иртыш. Главным инициатором организации был сибирский губернатор Матвей Гагарин, полагавший, что в районе захваченного ойратами города Яркенда на Аму-Дарье находятся богатые золотые прииски. Экономические трудности, последовавшие за Русско-шведской войной, послужили веским доводом в пользу экспедиции.
Полковник Иван Бухгольц с командой офицеров и солдат Преображенского и Московского полков, а также спешно собранных в Тобольске и других сибирских городах рекрутах и ремесленников, вышел из Тобольска на юг по Иртышу в июле 1715 года. В ноябре экспедиция дошла до Ямышевского озера и построила там крепость. Однако джунгары расценили это как посягательство на свои земли и, взяв её в осаду, вынудили Бухгольца 28 апреля 1716 года (по старому стилю) покинуть крепость, предварительно разрушив дома и казармы и срыв крепость до основания.
С остатками своего отряда численностью менее 700 человек, пережившего голод и болезни, Бухгольц отошёл к устью Оми и заложил тут новую крепость. По мнению омского историка Евгения Николаевича Евсеева, датой этого события стоит считать 4-5 мая 1716 года по старому стилю.
В 1722 году был составлен первый план крепости. Пятигранная деревянная крепость и прилегающий к ней со стороны Иртыша посад располагались на левом высоком берегу речки Оми при её впадении в Иртыш. Наплавной мост через Омь соединял левый берег с поселением на правом берегу этой речки. Никольские ворота крепости вели к реке Оми, Спасские открывали дорогу на посад, Знаменские — на Томск. На площади внутри крепости стояла церковь Сергия Радонежского . На левом берегу сформировалась Луговская слобода, на левом — Губина и Курганная слободы.
По данным на 25 августа 1744 года крепость Омская насчитывала 267 человек и 20 пушек.
В 1762 году на противоположном берегу Иртыша была построена «Елизаветинская защита». В 1730-е годы Омская крепость была связана ответвлением из пяти ямских станций с Сибирским трактом.

### Вторая Омская крепость
В 1768 году старая Омская крепость была упразднена, гарнизон переведён на новое место, где под руководством И. И. Шпрингера было начато строительство новой Омской крепости из кирпича.
Крепость имела деревянные ворота: Омские со стороны Омской слободы, Тарские на севере, Иртышские и Тобольские у Иртыша.
В 1770-х годах появился первый регулярный план будущего Омска.
Первым каменным строением крепости был Воскресенский собор, построенный в 1773 году.
Омск до 1797 года считался острогом.

## XIX век
Город, ставший в 1804 году уездным, застраивался медленно. Важным событием для Омска стало придание ему в 1825 году статуса административного центра Западной Сибири, а также перенос Сибирского тракта в Омск.
Омск являлся административным центром Акмолинской области, так же в Омске располагалось Западно-Сибирское, а затем Степное генерал-губернаторство, охватывавшее существенную часть Западной Сибири и север современного Казахстана (1/3 Российской Империи).
8 мая 1819 года в городе случился обширный пожар, уничтоживший значительную часть города вместе со всем имуществом, также и городское управление с документами, включая проект постоянного моста через Омь. Меньше чем через месяц после этого, 29 июня 1819 года Омск посетил новый сибирский губернатор М. М. Сперанский, ехавший с обзором в южную часть Тобольской губернии. Посещение Омска Сперанский отметил дневниковой записью: «Никогда не буду жалеть, что сделал сей круг. Нужды народные здесь так разнообразны, что нельзя познать их на большой дороге».
После этого началась разработка первого генерального плана города, которую вёл петербургский архитектор В. Гесте. Первоначальная идея несколько схематичной регулярной разбивки кварталов с широкими прямыми улицами получила дальнейшее развитие и усовершенствование. Разработав оригинальный тип городского квартала со средними размерами 220×120 м, архитектор использовал свои разработки для значительного увеличения территории города, прибавляя новые жилые районы. Архитектор выделил в квартальной жилой застройке площади для приходских церквей и торговли. В центре южной части города «предполагалось создать большую площадь с собором и гостиным двором».
С января 1823 года этот проект находился в Омске «для сверки с натурой», и позднее дорабатывался в Санкт-Петербурге, будучи возвращённым с рядом частных замечаний и предложений. 28 января 1829 года откорректированный автором генеральный план Омска был утверждён Императором и с момента конфирмации на несколько десятилетий стал руководящей основой архитектурно-планировочного развития города.
В центре стали появляться дома, построенные по «образцовым» проектам и правилам 1809 года. В 1829 году для казахов была построена мечеть. В 1840 году по проекту столичного архитектора В. Стасова возведён Никольский казачий собор. К середине XIX века в городе появилось уличное освещение.
К середине XIX века город насчитывал 1592 дома, 80 % мужчин были военнослужащими. В это же время появилось уличное освещение. В 1851 году создана Любина роща.
С 1850 по 1854 годы в Омском остроге сидел писатель Фёдор Михайлович Достоевский. Свои впечатления от заключения литератор описал в книге «Записки из Мёртвого дома». В связи с тем, что Омск стал иметь отношение к Достоевскому, в начале XXI века правительство Омской области решило присвоить его имя Омскому государственному университету.
В 1862 году по проекту архитектора Ф. Вагнера был построен новый дворец генерал-губернатора, расположившийся к Казачьей площади.
Омск — гадкий городишко. Деревьев почти нет. Летом зной и ветер с песком, зимой буран. Природы я не видал. Городишко грязный, военный и развратный в высшей степени… Если б не нашёл здесь людей, я бы погиб совершенно.
В третьей четверти XIX века из-за высокой стоимости камня гражданские постройки оставались деревянными, из кирпича строились только казённые здания. В 1860 году в городе, протянувшемся вдоль Иртыша на пять вёрст, насчитывалось 2073 дома, 17 улиц, 6 площадей. В конце XIX века Омск оставался городом военнослужащих (также отставных) и чиновников. В 1894 году в Омск пришла железная дорога, способствовавшая быстрому развитию города. В начале XX века всего насчитывалось 3600 домов, из которых только 81 был каменным.

## Превращение Омска в центр промышленности и торговли
В 1904 году население города выросло до 62,5 тыс. человек, к 1907-му на территории Омского, Тюкалинского и Тарского уездов имелось 1322 населенных пункта с 561655 жителями, а к 1914 году население удвоилось и превысило миллион человек. Омск стал самым крупным городом в Сибири.

### Период второй промышленной революции в России
В 1894 году в Омск пришла железная дорога, способствовавшая быстрому развитию города. Хорошее сообщение по железной дороге и Иртышу обеспечило включение города во всероссийский и европейский рынки. Омск превратился в центр оптовой торговли хлебом, сливочным маслом, другими сельхозпродуктами, стал одним из промышленных и общественно-культурных центров. На территории Степного генерал-губернаторства действовал льготный налоговый режим.
В 1903 году начал действовать железный разводной мост через реку Омь. В Омске появились гостиница «Россия», аптека, целая сеть магазинов, для чего по решению городской управы московским фабрикантам и крупным торговым фирмам продали участок Любиной рощи. Промышленный облик города начали формировать мастерские и депо железной дороги, завод плугов предпринимателя датского происхождения С. Х. Рандрупа, табачная фабрика Я. М. Серебрякова.
1 марта 1904 года начала работать первая городская телефонная станция на 60 номеров на улице Гасфортовской (ныне ул. Карла Либнехта). Абонентская плата за пользование телефонной линией составляла 500 рублей в год и была доступна только состоятельным горожанам. Телефонисткам платили 22 рубля 50 копеек в месяц, что было в полтора раза выше зарплаты сезонного рабочего того времени.
Через станцию Омск ехали к новому месту жительства в рамках столыпинской реформы множество крестьян-переселенцев из европейской России. Так начался первый этап освоения целинных земель Омского Прииртышья. Значительное число переселенцев оседало в городе и его окрестностях, благодаря чему население уже в 1904 году выросло до 62.5 тыс. человек.
В период 1910—1917 годов, когда город возглавлял статский советник Василий Александрович Морозов, были реализованы важные муниципальные программы: строительство водопровода (начал работать в 1915 году), аптек, кирпичных заводов, расширение центрального базара, освещение города, строительство дорог и трамвайных путей. В 1912 году по проекту И. Г. Хворинова на Александровском проспекте (ныне — ул. Интернациональная) была построена цилиндрическая пожарная каланча в русском стиле — одна из ярких достопримечательностей города.
Морозов инициировал бесплатное начальное образование в городе: были открыты 11 начальных училищ, сельскохозяйственное училище с культурно-техническим отделением, учительский институт.

## Гражданская война
Основная статья: Приход к власти адмирала Колчака
В годы Гражданской войны Омск был резиденцией сперва Временного Сибирского правительства (во главе с П. В. Вологодским), затем — Временного Всероссийского правительства (во главе с Н. Д. Авксентьевым), затем — Российского правительства Верховного Правителя адмирала А. В. Колчака. Таким образом во время гражданской войны Омск был столицей Белого движения России.
Летом 1918 года белые заняли позиции красных в городе, и большая часть советских культурных организаций была упразднена. Коммунисты нередко сталкивались с аполитическим или антисоветским настроем профессиональных работников искусства.
22 декабря 1918 в Омске произошло восстание большевиков, подавленное белыми войсками — но даже после подавления восстания количество сторонников Советской власти увеличивалось (и уже в январе 1919 года министр колчаковского правительства Л. И. Шумиловский был вынужден признать, что Омск — «самый неблагополучный в политическом отношении центр, главный оплот большевизма в Сибири»).
Идентификация жертв белого террора в Омске продолжалась даже в 1980е годы (так, в 1988 году была установлена личность подпольщика Николая Ваулы, убитого колчаковцами в 1919 году в Загородной роще на окраине Омска).
15 ноября 1919 в результате Омской операции 5-я армия РККА без боя заняла город.

## Советский период
Окончательно советская власть установилась в 1920 году.
25 июля 1920 года в городе Омске стартовала Первая Сибирская олимпиада.
В августе 1920 года было создано Сибирское организационное бюро Пролеткульта, местом пребывания которого выбран Омск. 11 сентября 1920 года в Омске прошёл Всесибирский съезд работников искусства, делегаты которого были в основном театралами.
Летом 1921 года произошло событие, оказавшее решающее влияние на культурную и экономическую жизнь Омска. Функции административного центра Сибири перешли от него к городу Новониколаевску (будущему Новосибирску), и там, а не в Омске, стали сосредотачиваться основные литературные силы. Осенью этого года город покинули Сибгосиздат и редакция газеты «Советская Сибирь».
Материальные трудности первых лет НЭПа плохо сказались на многих учреждениях культуры Сибири. Снятые с государственного бюджета, они в основном закрывались из-за недостатка финансирования. Уже в феврале 1922 года был закрыт Омский Пролеткульт, а с ним и его театр Экревте.
В 1930 году города Ленинск-Омск и Омск объединились в один город Омск.
10 апреля 1933 года ВЦИК постановил: «Города Ново-Омск и Омск Западно-сибирского края объединить в один город, сохранив за объединённым городом его основное название Омск».
После начала Великой Отечественной войны в Омск были эвакуированы предприятия и беженцы из европейской части страны.
Указом Президиума Верховного Совета РСФСР от 20 марта 1947 года Омск был выделен в самостоятельный административно-хозяйственный центр со своим особым бюджетом и отнесён к категории городов республиканского подчинения.
29 мая 1956 года в Омске был введён в эксплуатацию крупнейший в Сибири молочный комбинат.
1 февраля 1971 года город Омск был награждён Орденом Трудового Красного Знамени за успехи, достигнутые трудящимися города в выполнении заданий 8-го пятилетнего плана и особенно по развитию нефтехимии и машиностроения.
В ходе выполнения программы озеленения города в последние зимние месяцы 1974 года в Омске было высажено 5000 деревьев (4 тыс. хвойных и 1 тыс. лиственных) и в 1975 году — открыт Парк Победы (самый большой парк города).
В 1979 году в Омске было создано объединение «Омскагропромхимия», в Ленинском районе сдан в эксплуатацию плавательный бассейн «Авангард», был открыт гостиничный комплекс «Турист», а в СибАДИ организована студенческая дискотека. Также в этом году появилась газета «Вечерний Омск».
23 апреля 1984 года был открыт торговый центр «Омский» (архитектор — В. П. Паровышник). 5 января 1985 года в новом жилом массиве на Левобережье был введён в эксплуатацию новый автовокзал на 1000 мест. 1 ноября 1986 года был объявлен всесоюзный конкурс по архитектурно-художественному оформлению первых шести станций первой очереди 1-й линии омского метро. 31 декабря 1986 года количество городских телефонов превысило 100 тысяч.

## 1990-е годы
Решением Омского горсовета:
- № 284 от 18 декабря 1996 года был образован Центральный административный округ в границах Куйбышевского и Центрального районов Омска.
- № 334 от 21 мая 1997 года был образован Советский административный округ в границах Советского района и значительной части Первомайского района. При этом часть Первомайского района была включена в состав Центрального административного округа. Этим же решением Кировский, Ленинский и Октябрьский районы были переименованы в Кировский, Ленинский и Октябрьский административные округа.

## Современный период
В результате выборов 14 марта 2010 года на посту мэра города остался В. Ф. Шрейдер. Другими кандидатами были гендиректор ОАО «Омскнефтехимпроект» Игорь Зуга, представитель ЛДПР Ян Зелинский, директор ОАО «УК Центржилсервис» Владимир Друковский. Явка на выборы составила 39 %.
В 2014 году было предложено присвоить городу Омску статус «Город трудовой славы», которое было поддержано губернатором Омской области В. И. Назаровым.
2 июля 2020 года Указом Президента Российской Федерации № 444 городу Омску присвоено почетное звание «Город трудовой доблести».